# Cerkljanska Dobrava
Cerkljanska Dobrava este o localitate din comuna Cerklje na Gorenjskem, Slovenia, cu o populație de 81 de locuitori.